# Adolf Butenandt
Adolf Friedrich Johann Butenandt (n. 24 martie 1903; d. 18 ianuarie 1995) a fost un chimist german, laureat al Premiului Nobel pentru chimie (1939). Butendandt a fost membru în partidul nazist din 1936. Regimul nazist l-a obligat pe Butendadt să refuze Premiul Nobel în 1939. El a colaborat cu studentul său Peter Karlson, care a definit termenul de feromon, important în sistemul de comunicare al insectelor.